# Přepychy (Rychnov nad Kněžnou-i járás)
Přepychy település Csehországban, Rychnov nad Kněžnou-i járásban. Přepychy Opočno, Voděrady, Bolehošť, Očelice, Mokré és Trnov településekkel határos. Lakosainak száma 638 fő (2024. január 1.).

## Népesség
A település lakosságának változását az alábbi diagram mutatja:
| Lakosok száma | 907  | 1013 | 896  | 677  | 569  | 594  | 621  | 637  | 637  | 638  |
|               | 1869 | 1890 | 1921 | 1950 | 1980 | 2001 | 2017 | 2019 | 2022 | 2024 |